# Англома, Жослен
Жосле́н Англома́ (фр. Jocelyn Angloma) (род. 7 августа 1965, Лез-Абим, Гваделупа)  — французский и гваделупский футболист, защитник. Выступал за сборную Франции и сборную Гваделупы.

## Клубная карьера
Карьеру футболиста начинал в родном городе в клубе «Этуаль», где его и заметили скауты «Ренна». Перебравшись во Францию и отыграв три сезона в «Ренне», Жослен переезжает в «Лилль». Своей игрой он привлек внимание топ-клубов французского первенства и в 1990 году перешёл в «Пари Сен-Жермен». Но, несмотря на частую игру в основном составе, Англома так и не смог освоиться в новом клубе. Руководство пошло навстречу просьбам игрока и отпустило его в «Марсель». В «Марселе» Англома быстро стал игроком основы. В 1993 году он вместе с Марселем выиграл Лигу чемпионов, но из-за коррупционного скандала, связанного с президентом клуба Бернаром Тапи, был вынужден вместе с другими лидерами покинуть команду и уехать играть в Италию. Проведя несколько сезонов, играя за «Торино» и «Интернационале», Англома не смог выиграть ни одного турнира. Наивысшим достижением был выход с миланским клубом в финал Кубка УЕФА. Самым удачным клубом в карьере Жослена оказалась «Валенсия» в составе которой он выиграл несколько трофеев в Испании и дважды выходил в финал Лиги чемпионов. В 2002 году Англома завершил карьеру игрока, но спустя несколько лет возобновил её в составе родной команды.

## Карьера в сборной Франции
Играя в «Ренне», Англома получил вызов в молодёжную сборную Франции, в составе которой в 1988 году стал победителем молодёжного чемпионата Европы. Первый вызов во взрослую сборную Франции Англома получил в 1990 году. Сыграл 37 матчей и забил 1 гол. Был участником двух европейских первенств. После первенства Европы 1996 года завершил выступление за сборную Франции.

## Возвращение в Гваделупу
Вернувшись на историческую родину и возобновив профессиональную карьеру футболиста, Англома получил вызов в сборную Гваделупы. Это стало возможным поскольку Гваделупа не является членом ФИФА. Вместе с Англома Гваделупа добилась отличного результата, разделив вместе с Канадой третье место в кубке КОНКАКАФ 2007. После этого Англома объявил о завершении карьеры в сборной, за которую провёл 14 матчей и забил 4 гола.

## Достижения

### Командные
Олимпик (Марсель)
- Чемпион Франции: 1991/92
- Победитель Лиги чемпионов: 1992/93

Интернационале
- Финалист Кубка УЕФА: 1996/97

Валенсия
- Чемпион Испании: 2001/02
- Обладатель Кубка Испании: 1998/99
- Обладатель Суперкубка Испании: 1999
- Финалист Лиги чемпионов (2): 1999/2000, 2000/01

Сборная Франции
- Победитель молодёжного первенства Европы: 1988

### Личные
- Входит в состав символической сборной по итогам чемпионата Европы по версии УЕФА: 1992
- Входит в состав символической сборной Европы по версии ESM (3): 1996/97, 1999/00, 2001/01